# مرآت‌الاخبار
مرآت‌الاخبار نخستین روزنامهٔ فارسی‌زبان است که از بیستم آوریل ۱۸۲۲ تا اوت ۱۸۲۳، روزهای آدینه در کلکته، هندوستان چاپ می‌شده‌است. این روزنامه به دست فردی به نام «رام موهان روی» اهل بنگال انتشار می‌یافت.

## تاریخچه
با ورود کمپانی هند شرقی و مستعمره شدن هند، استعمار انگلیس تلاش کرد تا نفوذ زبان فارسی را در شبه‌قاره هند کم‌رنگ کند و در این راه روزنامه‌هایی را به زبان‌های غیرفارسی راه‌اندازی کردند که می‌توان از آن‌ها روزنامهٔ ایندیا گازِت در بمبئی و روزنامهٔ بنگال گازِت را نام برد. در برابر، فارسی‌زبانان هند نیز بر آن شدند تا با چاپ روزنامه‌های فارسی به مقابله برخیزند.
«رام موهان روی»، که پدر هند جدید خوانده می‌شود و به کمک یک ساعت‌ساز انگلیسی در کلکته مدرسه‌ای به شیوه اروپایی راه اندازی کرده بود، روزنامهٔ مرآت‌الاخبار را به زبان فارسی انتشار داد. وی در روزنامه خود به گسترش امور مذهبی و اصلاحات همگانی می‌پرداخت. این روزنامه‌ها اگرچه در هند و برای ساکنان آن کشور تهیه می‌شد، ولی گاه شماره‌هایی از آن‌ها بدست بازرگانان، مسافران، جهانگردانان و نیز مأموران دولتی، به ایران راه پیدا می‌کرد. این روزنامه همچنین مقالات تندی علیه انگلیس منتشر می‌کرد و سرانجام استعمارگران را بر آن داشت تا این روزنامه را در اوت ۱۸۲۳ توقیف کنند.

## روزنامه‌های فارسی در هندوستان
ورود صنعت چاپ در سده هفدهم به هندوستان، رواج زبان فارسی به گونه رسمی در این کشور و طرز حکومت هند که به گونه‌ای در امور دولتی از ایران و قاجاریان پیشرفته تر بود، مایه‌ای شد تا نخستین روزنامه‌های فارسی‌زبان در هندوستان انتشار یابند. روزنامه‌هایی چون اخبار، مرآت‌الاخبار و جام جهان‌نما، از اواخر سده هجدهم میلادی منتشر گردید.
روزنامهٔ اخبار از سال ۱۷۸۹ میلادی به زبان فارسی در شهر دهلی نو منتشر می‌شد؛ ولی روزنامه مهم فارسی که در هندوستان شهرت یافت مرآت‌الاخبار بود. گفتنی است که زبان فارسی، نخستین زبان از زبان‌های مسلمانان بود که به روزنامه راه پیدا کرد و پس از عبری، دومین زبان غیراروپایی است که در روزنامه‌نگاری به کار رفته‌است.
از دیگر نشریات فارسی‌زبان در هند می‌توان، نشریه آموزگار شفیق، که سرمقاله‌های فارسی‌زبان داشت، روزنامه حبل المتین (۱۲۷۲–۱۳۰۹ خورشیدی)، شمس الاخبار، سید الاخبار، کوکب ناصری، دلگشا القلوب، اخبار ایرانی، روزنامه هندوستانی، جام جهان‌نما و… نام برد.
در مصر نیز نشریات حکمت، ثریا، پرورش، چهره‌نما و در عثمانی نشریه اختر به زبان فارسی منتشر می‌شدند.